# Novena cruzada
La novena cruzada es muchas veces considerada como parte de la octava cruzada. El príncipe Eduardo de Inglaterra, después Eduardo I, se unió a la cruzada de Luis IX de Francia contra Túnez, pero llegó al campamento francés tras la muerte del rey. Tras pasar el invierno en Sicilia, decidió continuar con la cruzada y comandó sus seguidores, entre mil y dos mil, hasta Acre, adonde llegó el 9 de mayo de 1271. También le acompañaban un pequeño destacamento de bretones y otro de flamencos, mandados por el obispo de Lieja, que abandonaría la campaña en invierno ante la noticia de su elección como nuevo papa (Gregorio X).

## Antecedentes
En 1268 Baibars, el sultán mameluco de Egipto, había conquistado el Principado de Antioquía, y ya había reducido el Reino de Jerusalén, a una pequeña franja de tierra entre Sidón y Acre. El rey de Inglaterra, Enrique III, había hecho votos hacía tiempo de participar en una cruzada pero, ya anciano, permitió que lo hiciera su hijo y heredero, y vital y despiadado príncipe Eduardo, veterano de las guerras con los vasallos de su padre. La caída de Antioquía le decidió a emprender los preparativos necesarios. Aunque al principio numerosos nobles ingleses prometieron acompañarlo, poco a poco unos y otros encontraron excusas para no hacerlo, por lo que el príncipe partió en el verano de 1271 hacia Tierra Santa con apenas un millar de hombres. Lo acompañó en el viaje su esposa, Leonor de Castilla. A las fuerzas de Eduardo se unieron meses más tarde algunas tropas más, que llegaron mandadas por su hermano Edmundo de Lancaster. Como complemento de los soldados ingleses viajan también un contingente bretón acaudillado por su conde y otro de los Países Bajos, mandado por el obispo de Lieja

## Fracaso en Túnez y travesía a Tierra Santa
El plan inicial de Eduardo había sido el de unirse a Luis IX de Francia en Túnez y seguir con él hasta Tierra Santa. Sin embargo, para cuando llegó allí, el monarca francés había muerto y las huestes francesas se alistaban para volver a su tierra, lo que desbarató el plan. Eduardo pasó con sus fuerzas a Sicilia, donde pasó el invierno antes de cruzar el resto del Mediterráneo en la primavera de 1272. Tras hacer escala en Chipre, arribó a Acre el 9 de mayo. Allí se le unieron Bohemundo VI de Antioquía y Hugo III de Chipre.

## Debilidad militar y rencillas cruzadas
Eduardo era consciente de la debilidad de sus propias fuerzas para acometer por sí solo al sultán egipcio, por lo que contaba con reunir en torno a sí a los cristianos de Levante y aliarse con los mongoles del Ilkanato para hacerlo. Al llegar a Levante, se encontró con las rencillas que dividían a los distintos señores de la región, a los vasallos del rey de Chipre con su soberano y con el floreciente comercio que venecianos y genoveses mantenían con el sultán —los primeros le suministraban madera y hierro, crucial para armarse, y los segundos, esclavos—. La cooperación mongola también fue escasa para lo que esperaba el príncipe inglés: cuando la embajada que envió a Abaqa Kan llegó ante él, el grueso de las fuerzas el Ilkanato estaban enfrascadas en campañas en el Turquestán. A pesar de todo, el ilkán prometió enviar fuerzas para colaborar con los cruzados.
En el invierno de 1271-1272, el obispo de Lieja abandonó la campaña y regresó a Europa, ya que se le había elegido papa —escogió el nombre de Gregorio X—. Sus posteriores esfuerzos para organizar nuevas cruzadas resultaron infructuosos.

## Combates
Mientras estas llegaban, Eduardo se limitó a realizar algunas correrías fronterizas. En octubre por fin cruzaron la frontera diez mil jinetes mongoles de las fuerzas que el ilkán tenía en Anatolia. Esta hueste rodeó Aintab y derrotó a las tropas turcomanas de Alepo, cuya guarnición huyó a Hama. Las fuerzas mongolas continuaron avanzando hacia Apamea.
Sin embargo, cuando Baibars, que se hallaba en Damasco, reunió un gran ejército, con refuerzos venidos de Egipto, y marchó hacia el norte a enfrentarse a los invasores, estos, incapaces de hacer frente a las enormes fuerzas del sultán, se replegaron al norte y cruzaron la frontera del Éufrates.
Mientras esto sucedía, Eduardo trató de talar la llanura de Sharon y conquistar la pequeña fortaleza enemiga de Qaqun, que le cortaba el camino. La cabalgada, escasa de fuerzas incluso para esta pequeña empresa, resultó un fracaso.

## Fin de la cruzada
Finalmente, tras un año de conflicto, el príncipe Eduardo comprendió que con tan exiguas fuerzas estaba perdiendo el tiempo. La cruzada acabó con la firma de una tregua por diez años y diez meses el 22 de mayo de 1272 en Cesarea. El pacto se vio favorecido por la actitud de las partes: Eduardo estaba convencido de la inutilidad de continuar en el Levante sin refuerzos; el sultán, de poder acabar con los restos de los Estados cruzados en cuanto se desvaneciese la amenaza mongola; y el rey Carlos de Anjou, que sirvió de mediador, de la conveniencia de mantener el Levante en manos cruzadas, pero sin reforzar demasiado a su posible rival futuro, el rey Hugo. El armisticio debía proteger el reino, reducido a la zona costera entre Acre y Sidón, de los asaltos del sultán. El otro territorio cruzado de tierra firme, el condado de Trípoli, había firmado ya un pacto similar en 1271.
No obstante, era conocida por todos la intención de Eduardo de volver en el futuro al frente de una cruzada mayor y más organizada, por lo que Baibars intentó asesinarlo mediante los hashshashin, uno de los cuales apuñaló al príncipe con una daga envenenada el 16 de junio de 1272. La herida no resultó mortal, pero Eduardo estuvo enfermo varios meses, hasta que su salud le permitió partir de vuelta a Inglaterra el 22 de septiembre de 1272. Para entonces su anciano padre había fallecido y Eduardo ocupó su puesto.